# 도요시게촌
도요시게촌(豊茂村)은 에히메현 기타군에 설치된 촌이다. 